# 李孟遠 (射擊運動員)
李孟遠（1994年8月25日—），男，臺灣桃園市人，射擊運動員，在2024年巴黎奥运射击比赛中以定向飛靶獲得銅牌。他是第一位在射擊項目奪得奧運獎牌的臺灣運動員。
目前定向飛靶項目世界排名第一。

## 生平

### 早年選手生涯
李孟遠是射擊國手謝志培的么子，自幼就拜於其父啟蒙教練蔡白生門下。他在2010年時以15歲之齡參加廣州亞運出道，但蔡教練於2011年過世後，李孟遠一度放棄射擊訓練，後來由父親擔任他的教練，並推動他重回賽場。他曾參加雅加達亞運，並於2023年的杭州亞運取得第五名成績。

### 奧運
李孟遠在2023年於韓國昌原市舉辦的亞洲射擊錦標賽贏得銅牌，在金牌拉希德·阿斯巴已取得奧運資格下遞補獲得參加2024年巴黎奥运会的資格，在隔年另一奧運資格賽的科威特亞洲飛靶錦標賽奪得金牌。2024年巴黎奧運最終取得中華民國在此屆的首面獎牌，亦是臺灣在奧運射擊項目上的首面獎牌。

## 個人生活
李孟遠父親為射擊國手謝志培，但依照泰雅族習俗從母姓；他畢業於國立體育大學，偶像是文森特·漢考克。
在卡達亞錦賽上以1分之差錯失東京奧運的參賽資格後，李孟遠收養了一隻羅威納犬名為「扣打」以此自勉。

## 外部連結
- 李孟遠在ISSF（英语）
- 李孟遠在Olympics.com（英语）
- 李孟遠的Instagram帳戶
- 李孟遠的Facebook帳戶